# 阿塞拜疆捷特航空
阿塞拜疆捷特航空（AZALJet）是阿塞拜疆航空（缩写为AZAL）的子公司。总部设在首都巴库，枢纽机场位于巴库盖达尔·阿利耶夫国际机场。